# Gillian O'Sullivan
Gillian O'Sullivan (Killarney, 21 agosto 1976) è un'ex marciatrice irlandese.

## Palmarès

### Mondiali
- 1 medaglia:
  - 1 argento (Parigi 2003 nella marcia 20 km)